# Juan Carlos Franco
Juan Carlos Franco (Asunción, 1973. április 17. –) paraguayi válogatott labdarúgó.

## Pályafutása
A paraguayi válogatott színeiben részt vett a 2002-es labdarúgó-világbajnokságon.

## Sikerei, díjai
- Olimpia Asunción
  - Paraguayi bajnok: 1993, 1995, 1997, 1998, 1999, 2000
  - Copa Libertadores: 2002
  - Recopa Sudamericana: 2003
  - Supercopa Libertadores: 1990